# Jerónimo Neto
Pour les articles homonymes, voir Neto.
Jerónimo Miguel Neto alias Jojó, né le 3 novembre 1967 à Luanda et mort le 15 janvier 2019, est un entraîneur angolais de handball. 

## Biographie
Il était l'entraîneur en chef de l'équipe d'Angola de handball féminin aux Championnats du monde de handball féminin en 1997 à Stuttgart, en 2005 à Saint-Pétersbourg et en 2007 en France, ainsi Jeux olympiques d'été de 2000 à Sydney et ceux de 2008 à Pékin. En outre, il a remporté les championnats d'Afrique en 2006 et 2008 et les Jeux africains en 2007,.
La 7ème place obtenue avec l'équipe angolaise en 2007 en France reste la meilleure performance de ce pays au niveau mondial à ce jour.

## Palmarès

### En équipe nationale
Jeux olympiques
- 9e place aux Jeux olympiques 2000
- 12e place aux Jeux olympiques 2008

Championnats du monde
- 15e place au Championnat du monde 1997
- 16e place au Championnat du monde 2005
- 7e place au Championnat du monde 2007

Championnats d'Afrique
- Médaille d'or au Championnat d'Afrique 2006
- Médaille d'or au Championnat d'Afrique 2008
- Médaille d'or aux Jeux africains 2007